# Leptonema tica
Leptonema tica är en nattsländeart som beskrevs av Munioz-quesada 1999. Leptonema tica ingår i släktet Leptonema och familjen ryssjenattsländor. Inga underarter finns listade i Catalogue of Life.